# Mont-Blanc (département)
Pour les articles homonymes, voir Mont Blanc (homonymie).
1792–1815
Entités précédentes :
- Royaume de Sardaigne

Entités suivantes :
- Royaume de Sardaigne

Le Mont-Blanc est un département français ayant existé de 1792 à 1815 et dont le chef-lieu était Chambéry.
La nouvelle circonscription administrative fait suite au duché de Savoie envahi en septembre 1792 et définitivement incorporé à la République française par la loi du 27 novembre, selon les vœux de l'Assemblée des Allobroges.
Il se voit attribuer le 84 dans la liste des 130 départements français de 1811

## Premier département du Mont-Blanc (1792-1798)
Dans la nuit du 21 au 22 septembre 1792, les troupes françaises du général Montesquiou envahissent par surprise le duché de Savoie, dépendant alors du royaume de Sardaigne. Le roi (de la dynastie des Savoie) est alors en résidence à Chambéry et est contraint de se réfugier côté piémontais avec son armée, de nombreux fonctionnaires et des membres du clergé. Fin octobre, l’Assemblée des Allobroges, réunie dans la cathédrale de Chambéry, déclare la fin du despotisme, la suppression des corvées et de la gabelle, ainsi que la fin de la milice. Le 29 octobre, l'assemblée se dissout après avoir émis le vœu d'un rattachement du duché à la France. Les députés Doppet et Simond sont chargés d'aller porter ce vœu auprès de la Convention nationale à Paris.
Le 27 novembre suivant, les Savoyards deviennent français pour 23 ans, par le Décret portant sur la réunion de la Savoie à la France. C'est ce texte qui crée le département du Mont-Blanc correspondant aux actuels départements de la Savoie et de la Haute-Savoie. On donne à ce département le nom du mont Blanc, le plus haut sommet de la région alpine.
Le nouveau département a pour chef-lieu Chambéry, qui accueille le Directoire départemental et le Conseil général. Il est divisé en sept districts, qui correspondent aux anciennes provinces du duché, eux-mêmes subdivisés en 83 cantons et en 652 communes :
1. le district de Chambéry, composé de 22 cantons et 184 communes ;
2. le district d'Annecy, composé de 15 cantons et 117 communes ;
3. le district de Thonon, composé de 7 cantons et 64 communes ;
4. le district de Carouge, composé de 8 cantons et 85 communes ;
5. le district de Cluses, composé de 10 cantons et 61 communes ;
6. le district de Moûtiers, composé de 10 cantons et 71 communes ;
7. le district de Saint-Jean-de-Maurienne, composé de 10 cantons et 70 communes.

Chambéry accueille aussi le Tribunal criminel, alors qu'Annecy recueille l'évêché constitutionnel.
De 1791 à 1793, ces sept districts du département du Mont-Blanc fournirent cinq bataillons de volontaires nationaux.

Carte du département du Mont-Blanc (1792)

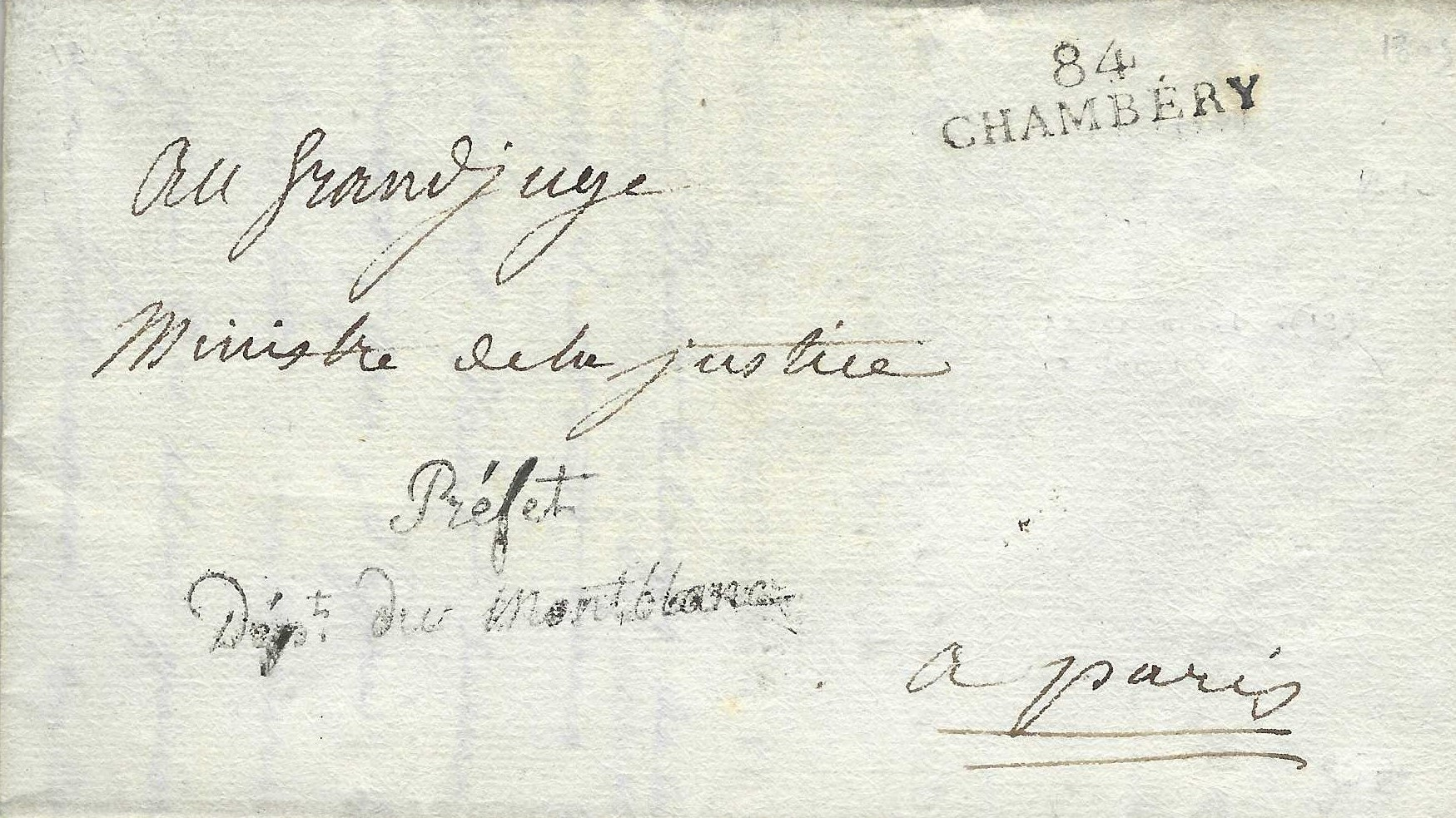
lettre du 12 avril 1803 avec cachet de franchise du préfet du departement du Mont-Blanc de Chambery à Paris

## Deuxième département du Mont-Blanc (1798-1814)
À la suite de l'annexion de la République de Genève, le département du Mont-Blanc est amputé par la loi du 8 fructidor an VI (25 août 1798) de sa partie nord (Bonneville, Cluses, Thonon-les-Bains), rattachée au nouveau département du Léman centré autour de la ville de Genève. Sont ainsi transférés :
- le district de Carouge,
- le district de Thonon et
- une partie du district de Cluses.

De plus, par la loi du 28 pluviôse an VIII (17 février 1800), le massif du Mont-Blanc passe lui aussi au département du Léman, mais le département du Mont-Blanc garde son nom faute d'une solution satisfaisante. Sont aussi transférés les cantons de Chamonix, de Saint-Gervais (aujourd'hui Saint-Gervais-les-Bains), de Megève, de Flumet et de Sallanches.
Cette loi substitue également les arrondissements aux districts et divise le département du Mont-Blanc en quatre arrondissements :
1. arrondissement de Chambéry qui est en outre le chef-lieu du département du Mont-Blanc (Chambéry est aujourd'hui celui du département de la Savoie)
2. arrondissement d'Annecy (aujourd'hui chef-lieu du département de la Haute-Savoie)
3. arrondissement de Moûtiers (aujourd'hui chef-lieu de canton du département de la Savoie ; il a existé un arrondissement de Moûtiers de 1860 à 1926)
4. arrondissement de Saint-Jean-de-Maurienne (aujourd'hui encore chef-lieu d'arrondissement du département de la Savoie)

Au début du Consulat le département du Mont-Blanc comptait 283 106 habitants pour un territoire de 6 404 km2.

## Troisième département du Mont-Blanc (1814-1815)

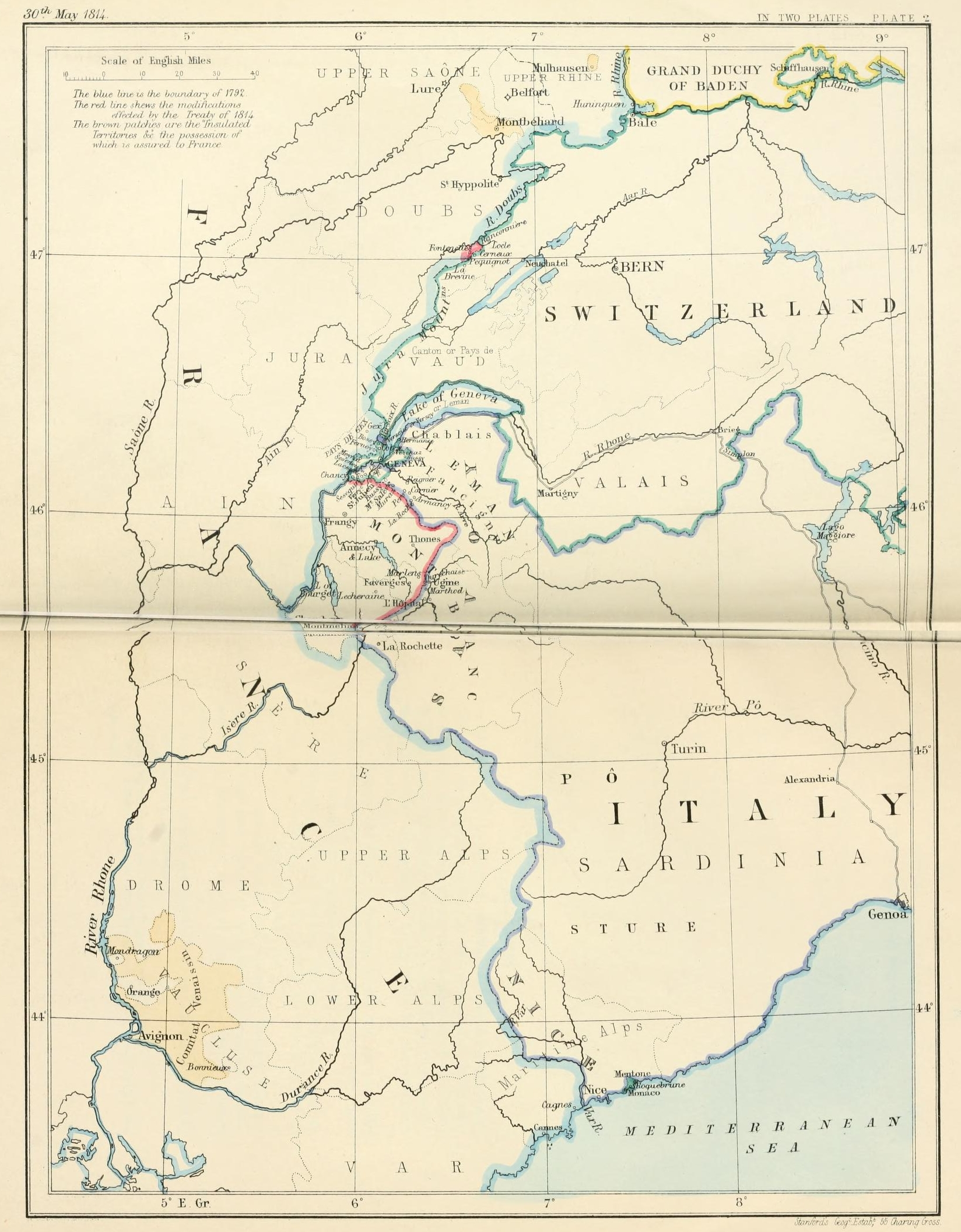
Frontière Sud-Est, à la suite du traité de Paris (1814).

Sous la Première Restauration, le premier traité de Paris du 30 mai 1814 ramène la France à ses frontières du 1er janvier 1792 avec quelques gains parmi lesquels la partie occidentale de l'ancien duché de Savoie. En conséquence, le département du Léman est supprimé et le département du Mont-Blanc récupère ceux des territoires qu'il avait perdus en 1798 et qui sont restés français ; mais les communes concernées ne sont pas énumérées par les historiens. Le département du Mont-Blanc conserve son chef-lieu à Chambéry (la deuxième ville en importance étant Annecy) et est administré par son préfet confirmé par Louis XVIII.
Les parties restant à la France sont les cantons de Frangy, de Saint-Julien, moins quelques communes, de Reignier, ainsi que celui de La Roche. L'arrondissement de Chambéry sauf les cantons de l'Hôpital-Conflans, de Saint-Pierre-d'Albigny, La Rochette et de Montmélian. Enfin, l'arrondissement d'Annecy à l'exception d'une partie du canton de Faverges.
Si l'ancienne appellation du département est conservée, le mont Blanc ne se trouve cependant plus en territoire français.
Le reste de l'ancien duché, la partie orientale, est rendu au royaume de Sardaigne : les autorités sardes sont privées de la capitale traditionnelle du duché, Chambéry : le Sénat sarde est ainsi contraint de sièger à Conflans (aujourd'hui Albertville). Les « Sardes » doivent aussi renoncer à recouvrer la commune de Carouge au profit de Genève qui rejoint bientôt la Confédération suisse.

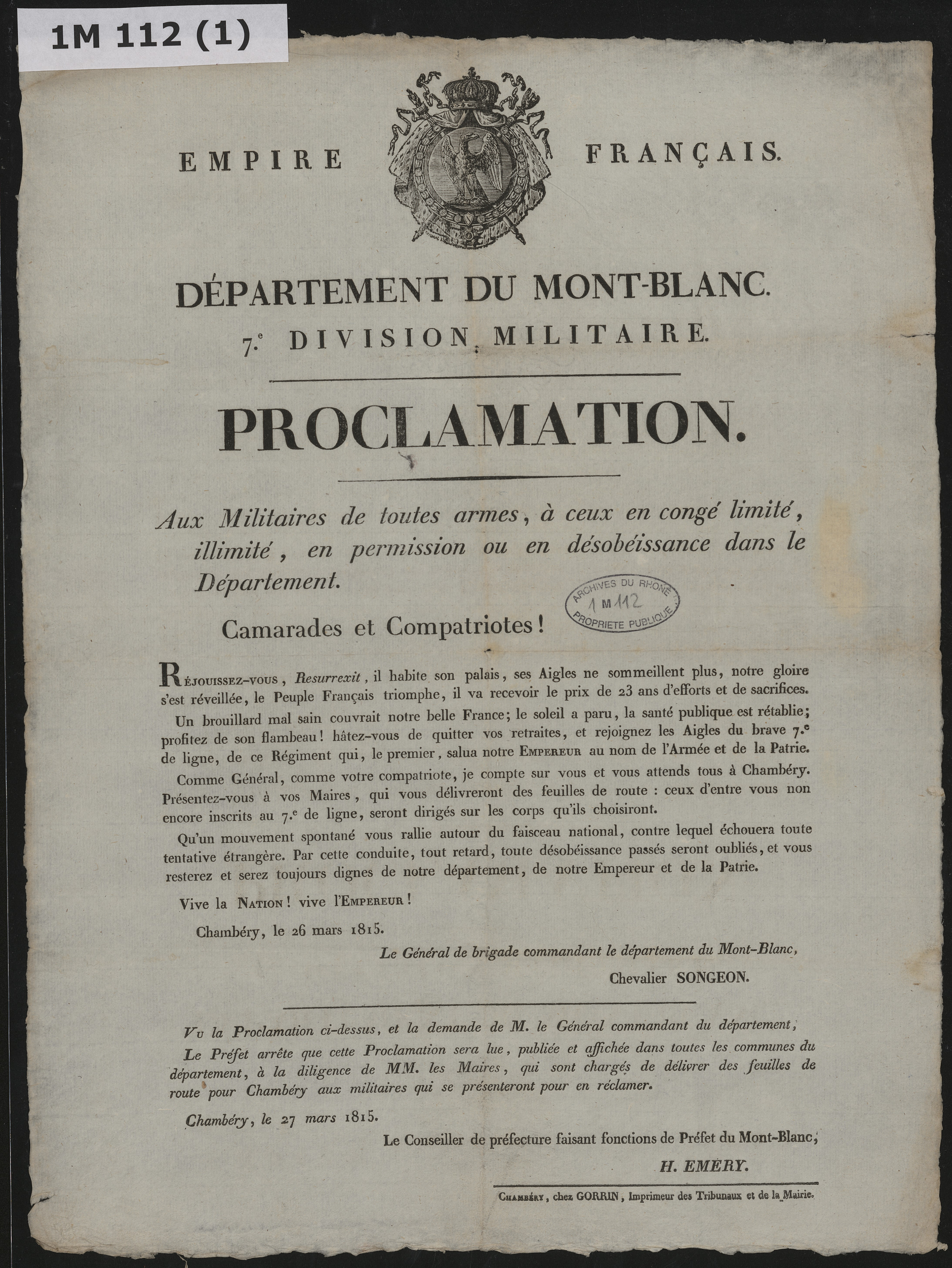
Proclamation du général Sonjeon appelant les militaires à soutenir le retour de l'Empereur, 26 mars 1815.

Au deuxième traité de Paris du 20 novembre 1815 la France doit rendre à la Sardaigne la partie du duché de Savoie qu'elle avait conservée. Celle-ci ne récupère cependant pas la commune de Carouge et quelques autres communes, cédées au canton de Genève par le traité de Turin de 1816.
La France supprime alors le département.

## Liste despréfets

### ConsulatetPremier Empire

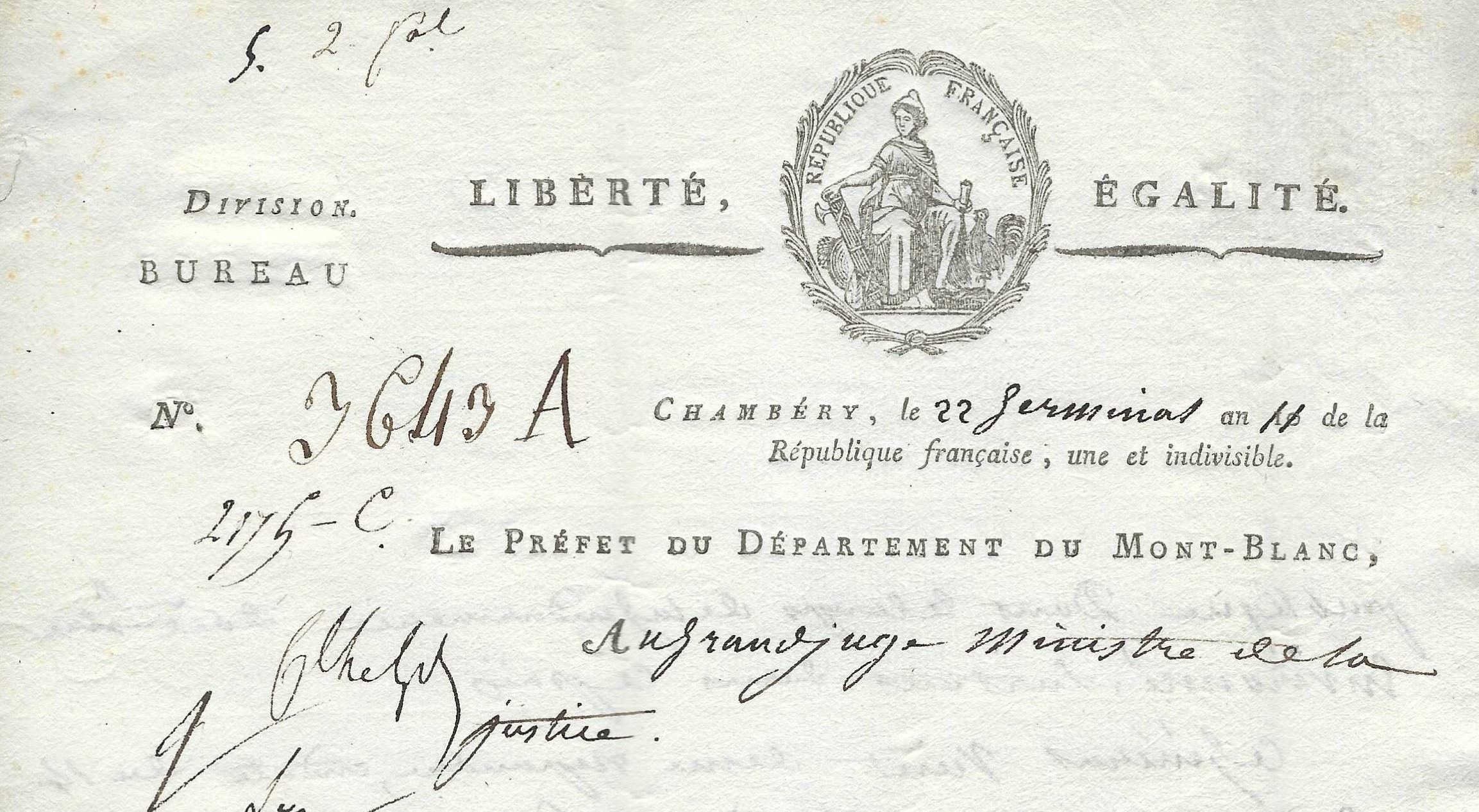
En-tête de lettre du 22 germinal An 11 signée du préfet du département du Mont-Blanc Verneilh

| Période          | Période | Identité                          | Fonction précédente         | Observation                                                          |
| ---------------- | ------- | --------------------------------- | --------------------------- | -------------------------------------------------------------------- |
| mars 1800        | 1802    | Antoine de Sauzay                 |                             |                                                                      |
| 28 avril 1802    | 1804    | Jean-Joseph de Verneilh-Puyraseau | Préfet de la Corrèze        | Disgracié pour manque de rigueur dans les opérations de conscription |
| 1804             | 1810    | Charles Poitevin de Maissemy      | 1er Préfet du Pas-de-Calais | Préfet de la Somme (1810-1813)                                       |
| 30 novembre 1810 | 1814    | Antoine Bernard Finot             |                             |                                                                      |

### Première Restauration
| Période | Période      | Identité              | Fonction précédente  | Observation                      |
| ------- | ------------ | --------------------- | -------------------- | -------------------------------- |
| 1814    | 15 mars 1815 | Antoine Bernard Finot | Préfet du Mont-Blanc | Confirmé par Louis XVIII en 1814 |

### Cent-Jours
| Période | Période | Identité                                  | Fonction précédente                                                                                    | Observation                                         |
| ------- | ------- | ----------------------------------------- | --- | --------------------------------------------------- |
| 1815    | 1815    | Jean Louis Rieul de Viefville des Essarts | Auditeur au Conseil d'État Sous-préfet d'Orange (Vaucluse) Préfet du Sègre Préfet de la Mayenne (1813) | Refuse la préfecture de Maine-et-Loire (Cent-Jours) |

### Seconde Restauration
| Période        | Période          | Identité              | Fonction précédente  | Observation |
| -------------- | ---------------- | --------------------- | -------------------- | ----------- |
| 9 juillet 1815 | 17 décembre 1815 | Antoine Bernard Finot | Préfet du Mont-Blanc |             |

## Liste des députés
Le département envoie à la Convention nationale 10 députés (4 suppléants).